# Le troisième homme était une femme
Pour plus de détails, voir Fiche technique et Distribution.
Le troisième homme était une femme (Ada) est un film américain réalisé par Daniel Mann, sorti en 1961.

## Synopsis
Bo Gillis est un guitariste d'un État du Sud qui devient un candidat populiste au poste de gouverneur. Il est élu après que la femme de son adversaire se soit révélée avoir un sombre secret, un fait révélé par le cerveau de la campagne de Bo, Sylvester Marin. Peu de temps avant l'élection, Bo se rend dans une boîte de nuit, où il rencontre une prostituée nommée Ada Dallas. Ils partagent une éducation similaire et Bo ressent un lien immédiat. Ils sont bientôt mariés, ce qui contrarie l'assistant de Bo, Steve et Sylvester, qui veulent que le mariage soit annulé.
Les Gillise résistent et commencent leur vie en tant que premier couple de l'État. Bientôt, le gouverneur découvre qu'il n'est rien de plus qu'un laquais, signant aveuglément des documents à la demande de Sylvester. Son ami d'enfance Ronnie est démis de ses fonctions de lieutenant-gouverneur pour s'être opposé à Sylvester. Pour contrôler Bo, Sylvester demande l'aide d'Ada, qui exige d'être nommé lieutenant-gouverneur en retour. Bo est furieux contre Ada pour avoir fait partie de la scène politique sordide. Après avoir continué à s'opposer à l'influence de Sylvester, une bombe explose dans sa voiture, le blessant gravement. À l'hôpital, Bo accuse Ada d'avoir conspiré pour l'assassiner, et elle le quitte avec colère.
Ada prête serment en tant que gouverneur par intérim mais commence alors à défier Sylvester, promouvant les idées de Bo pour un gouvernement honnête. Son ancienne madame la trompe en lui offrant 10 000 $ pour qu'elle garde le silence sur le passé d'Ada.
Lors d'un vote décisif au Capitole de l'État, alors que Bo regarde depuis la galerie, Sylvester et son acolyte Yancey tentent de saboter les plans d'Ada en révélant son sombre secret. Bo prononce un discours impromptu pour défendre Ava. Sylvester est ruiné et Bo et Ada quittent la capitale, réunis.

## Fiche technique
- Titre : Le troisième homme était une femme
- Titre original : Ada
- Réalisation : Daniel Mann
- Scénario : Arthur Sheekman et William Driskill d'après le livre Ada Dallas de Wirt Williams
- Musique : Bronislau Kaper
- Photographie : Joseph Ruttenberg
- Montage : Ralph E. Winters, assisté de Rita Roland
- Direction artistique : Edward C. Carfagno et George W. Davis
- Costumes : Helen Rose
- Production : Lawrence Weingarten
- Société de production : Avon Productions et Chalmar Inc.
- Société de distribution : Metro-Goldwyn-Mayer
- Pays d'origine : États-Unis
- Langue : anglais
- Format : Couleur (Metrocolor) - Son : Mono (Westrex Recording System)
- Genre : Drame
- Durée : 109 minutes
- Date de sortie :
  - États-Unis : 25 août 1961

## Distribution
- Susan Hayward (VF : Claire Guibert) : Ada Gillis
- Dean Martin (VF : Jean-Claude Michel) : Bo Gillis
- Wilfrid Hyde-White (VF : Gérard Férat) : Sylvester (Sylvestre en VF) Marin
- Ralph Meeker (VF : Gabriel Cattand) : Colonel Yancey
- Martin Balsam (VF : Jacques Thébault) : Steve Jackson
- Frank Maxwell (VF : Albert Augier) : Ronnie Hallerton
- Connie Sawyer (VF : Nelly Delmas) : Alice Swan (Sweet en VF)
- Ford Rainey (VF : Jean Berton) : Speaker
- Charles Watts : Al Winslow
- Larry Gates (VF : Claude Péran) : Joe Adams
- Robert F. Simon (VF : Georges Riquier) : Warren Hatfield
- Bill Zuckert : Harry Davers
- Louise Lorimer (VF : Marie Francey) : Mme Danford
- Ray Teal (VF : René Blancard) : le shérif Kearney Smith
- J. Edward McKinley (VF : Émile Duard) : Robert Keely
- Joe Bassett (VF : Roger Rudel) : Sam Kinney
- Kathryn Card (VF : Henriette Marion) : Betty Mae Dunston
- Anthony Jochim (VF : Paul Villé) : Tom
- Ann Seaton (VF : Paula Dehelly) : la secrétaire de Sylvester
- Peg La Centra (VF : Nelly Delmas) : Maude Penmore
- Amy Douglass (VF : Lucienne Givry) : Mme Bradville
- Mack Williams (VF : Émile Duard) : Clinton Dockhelder
- Merritt Bohn (VF : Lucien Bryonne) : le membre du comité à la droite de James Ordman
- Helen Brown (VF : Héléna Manson) : Kathleen, la secrétaire de Gillis
- Ed Prentiss (VF : Jean-Henri Chambois) : le pasteur à la réunion législative
- Herbert Lytton (VF : Jean Daurand) : le greffier à la réunion législative
- Helen Beverly (VF : Hélène Tossy) : Sally (Marie-Ange en VF)
- Arthur Lovejoy (VF : Jacques Thiery) : le portier

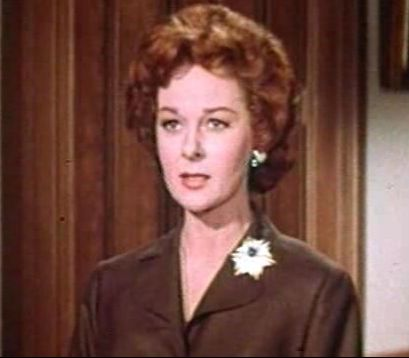
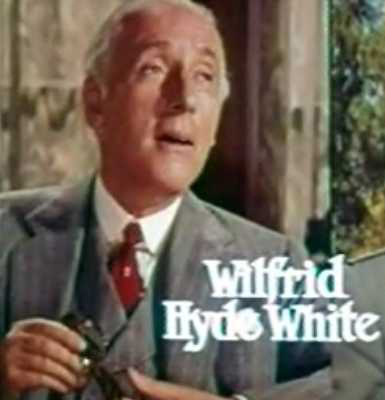
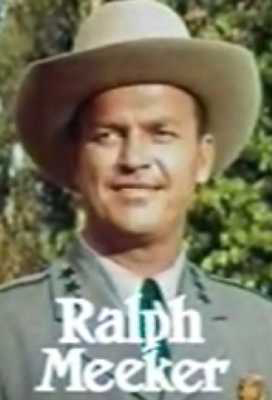
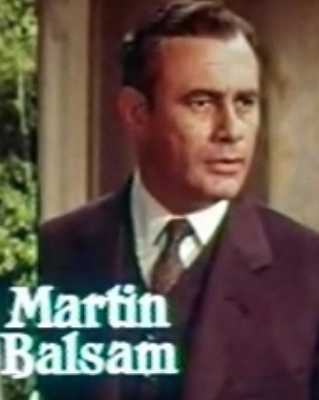

Acteurs non crédités
- Jon Lormer : James Ordman
- Mary Treen : membre du club